# Петрекіоая
Петрекіоая (рум. Petrăchioaia) — село у повіті Ілфов в Румунії. Входить до складу комуни Петрекіоая.
Село розташоване на відстані 23 км на північний схід від Бухареста, 131 км на південний схід від Брашова.

## Населення
За даними перепису населення 2002 року у селі проживали 1575 осіб. Усі жителі села рідною мовою назвали румунську.
Національний склад населення села:
| Національність | Кількість осіб | Відсоток |
| -------------- | -------------- | -------- |
| румуни         | 1396           | 88,6%    |
| цигани         | 177            | 11,2%    |